# Android Pie
Android Pie (versione 9) è il nono major update e la sedicesima versione del sistema operativo Android. È stato inizialmente pubblicato come una versione alpha a marzo 2018 e poi messo in commercio il 6 agosto 2018.
Ad ottobre 2019, secondo StatCounter, il 32,69% dei dispositivi Android eseguiva Pie, rendendola la versione di Android più popolare in quel periodo. Ad agosto 2020, viene superato per diffusione dal successore, Android 10.

## Cronologia
Android Pie, denominato "Android P", è stato annunciato per la prima volta da Google il 7 marzo 2018 e la prima anteprima per sviluppatori è stata lanciata lo stesso giorno. La seconda anteprima, considerata una versione beta, è uscita l'8 maggio 2018. La terza anteprima, chiamata Beta 2, è uscita il 6 giugno 2018. La quarta anteprima, denominata Beta 3, è stata lanciata il 2 luglio 2018. La beta finale di Android P è uscita il 25 luglio 2018.
Android "P" è stato distribuito il 6 agosto 2018 come "Android 9 Pie" ed era inizialmente disponibile per i dispositivi Google Pixel e Essential Phone. Il Sony Xperia XZ3 è stato il primo dispositivo con Android Pie preinstallato.
Google ha annunciato la distribuzione di Android 9 Pie (Go Edition), la versione lite di Android Pie, nell'autunno 2018.

## Funzioni

### Esperienza utente
- Una batteria adattiva che massimizza la carica della batteria dando la priorità alle app che l'utente probabilmente utilizzerà più avanti.
- Nuova interfaccia utente per il menu delle impostazioni rapide.[14]
- L'orologio si è spostato a sinistra della barra di notifica.[15]
- Il Risparmio energetico non ha più una sovrapposizione arancione sulla barra di notifica e di stato. [14]
- Un pulsante "Screenshot" è stato aggiunto alle opzioni di accensione.[15]
- Angoli arrotondati nell'interfaccia utente grafica.
- Nuove transizioni per il passaggio tra app o attività all'interno di app.
- Notifiche di messaggistica più complete, in cui è possibile visualizzare una conversazione completa all'interno di una notifica, immagini in scala reale e risposte intelligenti simili alla nuova app di Google, Reply.
- Supporto per i display arrotondati.[6]
- Slider del volume riprogettato, che ora si trova accanto al pulsante del volume fisico del dispositivo.
- La percentuale della batteria ora è mostrata nel Always-On Display.
- Migliorata modalità scura.[16]
- Funzionalità sperimentali (attualmente nascoste all'interno di un menu chiamato Feature Flags) come una pagina Informazioni su telefono ridisegnata nelle impostazioni e l'abilitazione del Bluetooth automatico durante la guida.
- Supporto ad HEIF.
- Una nuova interfaccia di sistema basata sulle gesture, simile a quella trovata su iPhone X e altri dispositivi.[17]
- Switcher per app multitasking orizzontale, riprogrammato con barra di ricerca Google e app drawer integrato.
- Una funzione "Digital Wellbeing" (Benessere digitale) per scoraggiare l'uso eccessivo del telefono che verrà lanciata sui telefoni Pixel nel quarto trimestre del 2018.[10]
- Una funzione "Shush" avvia la modalità Non disturbare quando il telefono è posizionato a faccia in giù, consentendo solo le notifiche dai contatti speciali.[18][19]
- Funzione di luminosità adattabile migliorata che modifica la luminosità dello schermo in base alle preferenze personali.
- Nuova icona del pulsante Indietro nella barra di navigazione se è abilitata la navigazione gestuale.
- Selezione tema manuale.
- Il pulsante Blocco rotazione indica nella barra di navigazione se il dispositivo è in modalità di rotazione bloccata.
- Aggiunge la mappatura del controller per il controller wireless Xbox One S.[20]

### API
- Accesso Multicamera utile per accedere a due telecamere per la visione stereo.
- Calibrazioni Intrinseche della fotocamera per immagini rettificate.
- Wifi-RTT per posizionamento interno.
- Nuovo codificatore di immagini e video e decodificatori.
- Algoritmo di compressione Adaptive AptX per una migliore latenza e una migliore qualità del suono tramite Bluetooth.[21]

### Sicurezza
- Una nuova modalità "Lockdown" che disabilita l'autenticazione biometrica una volta attivata, che verrà disabilitata una volta che l'utente avrà utilizzato la propria password per accedere.
- DNS over TLS.[22]
- Accesso limitato ai file in /proc/net che perdono informazioni sulla rete come le connessioni attive.

## Critiche
Alcuni utenti segnalano una riduzione della durata della batteria dopo l'aggiornamento a Android Pie.